# Mladen Krstajić
Mladen Krstajić (en serbe en écriture cyrillique : Младен Крстајић), né le 4 mars 1974 à Zenica en Yougoslavie (dans l'actuelle Bosnie-Herzégovine), est un footballeur international serbe. 
Krstajić mesure 1,91 m. Il fit partie de la sélection serbo-monténégine lors de la Coupe du monde 2006 en Allemagne.

## Biographie

### Carrière sportive

#### En clubs
- 1993-1995 : OFK Kikinda  RF Yougoslavie
- 1995-2000 : Partizan Belgrade  RF Yougoslavie
- 2000-2004 : Werder Brême  Allemagne
- 2004-2009 : Schalke 04  Allemagne
- 2009-2011 : Partizan Belgrade  Serbie

#### En sélection nationale
- 59 sélections et 2 buts avec l'équipe de Serbie entre 1999 et 2008.
- Participation à la coupe du monde 2006.
- Il a eu sa première cape en septembre 1999 contre l'équipe de Macédoine.

### Reconversion
Le 21 juillet 2022, Mladen Krstajic est nommé sélectionneur de la Bulgarie en remplacement de Yasen Petrov, qui avait démissionné début juin après une défaite 5-2 face à la Géorgie en Ligue des nations. Initialement sous contrat jusqu'en 2024, il est licencié en octobre 2023 pour « résultats insatisfaisants », la Bulgarie n'ayant notamment obtenu que deux points en six rencontres de qualifications pour l'Euro 2024.

## Palmarès

### Avec le Partizan de Belgrade
- Vainqueur du Championnat de Yougoslavie en 1996, 1997, 1999
- Vainqueur du Championnat de Serbie en 2010 et 2011.
- Vainqueur de la Coupe de Yougoslavie en 1998.
- Vainqueur de la Coupe de Serbie en 2011.

### Avec le Werder Brême
- Vainqueur du Championnat d'Allemagne en 2004.
- Vainqueur de la Coupe d'Allemagne en 2004.

### Avec Schalke 04
- Vainqueur de la Coupe de la ligue d'Allemagne en 2005.

## Sélectionneur
- 2017-2019 :  Serbie
- 2022-oct. 2023 :  Bulgarie